# Лопене-Шельонґі
Лопене-Шельонґі (пол. Łopienie-Szelągi) — село в Польщі, у гміні Нові Пекути Високомазовецького повіту Підляського воєводства.
Населення — 98 осіб (2011).
У 1975-1998 роках село належало до Ломжинського воєводства.

## Демографія
Демографічна структура станом на 31 березня 2011 року:
|          | Загалом | Допрацездатний вік | Працездатний вік | Постпрацездатний вік |
| -------- | ------- | ------------------ | ---------------- | -------------------- |
| Чоловіки | 48      | 14                 | 26               | 8                    |
| Жінки    | 50      | 13                 | 26               | 11                   |
| Разом    | 98      | 27                 | 52               | 19                   |